# احتلال العفولة وبيسان
احتلال العفولة وبيسان وقعت في الفترة التي بدأت فيها معركة شارون التي كانت جنبًا إلى جنب مع معركة نابلس واللتان منهما تشكلت معركة مجدو، في الأشهر الأخيرة لحملة سيناء وفلسطين خلال الحرب العالمية الأولى.